# Новочернігівське
Новочерні́гівське — село в Україні, у Синельниківському районі Дніпропетровської області. Входить до складу Раївської сільської громади. Населення за переписом 2001 року становить 162 особи. 

## Історія
До 2017 року орган місцевого самоврядування — Миролюбівська сільська рада.
12 червня 2020 року, відповідно до розпорядження Кабінету Міністрів України № 709-р від «Про визначення адміністративних центрів та затвердження територій територіальних громад Дніпропетровської області», увійшло до складу Раївської сільської громади.
19 липня 2020 року, в результаті адміністративно-територіальної реформи та ліквідації   Синельниківського (1923—2020) району, село увійшло до складу новоутвореного Синельниківського району.

## Географія
Село Новочернігівське знаходиться за 4 км від правого берега річки Середня Терса, примикає до села Новий Посьолок, на відстані 1 км від села Партизани. По селу протікає пересихаючий струмок з загатою.